# イ・ソヨン (俳優)
イ・ソヨン（李昭娟、이소연、1982年4月16日 - ）は、韓国の女優。韓国芸術総合学校演劇院中退。身長169cm、体重49㎏、血液型A型。

## 来歴
2003年、演技を学んでいた最中に、映画『スキャンダル』でデビュー。
主な出演作品は、2005年MBC連続ドラマ『新入社員』、2006年KBS『春のワルツ』。
2009年、『天使の誘惑』でヒロインを演じ、SBS演技大賞 ニュースター賞を受賞した。
2015年9月に、妹の紹介で知り合った2歳年下のベンチャー起業家と結婚。2018年5月に離婚を発表した。

## 出演作品

### 映画
- スキャンダル（2003年）ソオク役
- 1.3.6. （2004年）
- 羽根 （2005年）ソヨン役
- まぶしい一日（2006年）オ・ゴニ役(エピソード3「空港男女」に登場)
- 覆面ダルホ～演歌の花道～（2007年）チャ・ソヨン役
- Bravo My Life（2007年）キム・ユリ役

### テレビドラマ
- 春の日（2005年、SBS） - イ・キョンア役
- 新入社員（2005年、MBC） - ソ・ヒョナ役
- 結婚しよう（2005年-2006年、MBC） - クォン・ウンソン役
- 春のワルツ（2006年、KBS） - ソン・イナ役
- 憎くても好き（2007年-2008年、SBS） - カン・ユンジン役
- なんでウチに来たの？（2008年、SBS） - ハン・ミス役
- ラブリーファミリー黄金期（2008年-2009年、MBC） - イ・グム役
- 天使の誘惑（2009年、SBS） - チュ・アラン（ローズマリー）役
- トンイ（2010年、MBC） - チャン・オクチョン(張玉貞、禧嬪張氏)役
- 恋せよシングルママ（2011年、SBS） - ト・ミソル役
- Dr. JIN（2012年、MBC） - チュノン(春紅)役
- 太陽のあなた（2012年-2013年、SBS） - イ・スジョン役
- ルビーの指輪（2013年-2014年、KBS） - チョン・ルビー役
- 12年ぶりの再会（2014年、JTBC） - チャン・ダルレ（チャン・グク）役
- TO BE CONTINUED（2015年、MBC Every1） - 企画室長役
- 秋のカノン（2015年-2016年、MBC） - チャ・ソギョン役
- オー・マイ・ゴッド～私が突然ご令嬢! ?～（2017年、MBC） - イ・ジヨンB役
- 花遊記（ファユギ）（2017年-2018年、tvN） - 本商人役
- ヨンワン様のご加護（2019年、MBC） - シム・チョンイ役
- ミス・モンテ・クリスト（2021年、KBS） - コ・ウンジョ（ファン・ガフン）役

### 短編映画
- 夏物語（2003年）

### インターネット映画
- 愛の喜び（2004年）

## 受賞歴
- 2007年 第 3回堤川国際音楽映画祭で広報大使を務めた[2]。
- 2007年 第16回中国・金鷄百花奬映画祭 外国映画部門主演女優賞 （Bravo My Life）
- 2008年 MBC演技大賞 女性新人賞 （私の人生の黄金期）
- 2009年 SBS演技大賞 ニュースター賞 （天使の誘惑）
- 2010年 MBC演技大賞 女性優秀賞 （トンイ）